# Поднавозный, Степан Трофимович
Степан Трофимович Поднавозный (1917—1939) — младший командир Рабоче-крестьянской Красной Армии, участник боёв на реке Халхин-Гол, Герой Советского Союза (1939).

## Биография
Степан Поднавозный родился 24 августа 1917 года в селе Старое Ерёмкино (ныне — Чердаклинский район Ульяновской области). После окончания четырёх классов школы и курсов трактористов работал в колхозе. В 1938 году Поднавозный был призван на службу в Рабоче-крестьянскую Красную Армию. Участвовал в боях на реке Халхин-Гол, будучи механиком-водителем огнемётного танка ХТ-26 6-й танковой бригады 1-й армейской группы.
21 августа 1939 года Поднавозный вместе со своим экипажем успешно уничтожил порядка 50 японских одиночных окопов и 2 огневые точки. 24 августа, рискуя жизнью, взял на буксир подбитый советский танк и сумел доставить его в расположение части. Во время выполнения этой задачи Поднавозный получил тяжёлые ранения, от которых умер в тот же день. Похоронен на месте боёв.
Указом Президиума Верховного Совета СССР от 17 ноября 1939 года за «мужество и героизм, проявленные при выполнении воинского и интернационального долга», младший командир Степан Поднавозный посмертно был удостоен высокого звания Героя Советского Союза. Также посмертно был награждён орденом Ленина.